# Vuelo 518 de Santa Bárbara Airlines
El vuelo 518 de Santa Bárbara Airlines servía la ruta Mérida-Caracas, en Venezuela, cuando se accidentó fatalmente el 21 de febrero de 2008, en las montañas andinas que rodean la ciudad de Mérida pocos minutos después del despegue. Despegó a las 5:29 de la tarde del Aeropuerto Alberto Carnevalli en la ciudad de Mérida. Como es habitual, la aeronave informó su despegue con la torre de control. No obstante, poco después de su primer informe, la aeronave con matrícula YV-1449, de tipo Aeroespatiale ATR 42-300, no se comunicó con su punto de control siguiente (Aeropuerto Nacional Antonio Nicolás Briceño de la ciudad de Valera), por lo que el Instituto Nacional de Aeronáutica Civil (INAC) debió declararla en fase DETRESFA, lo cual se realiza cuando una aeronave deja de tener comunicaciones con un punto en específico por un determinado tiempo.
Al principio, el avión fue considerado oficialmente como desaparecido, sin embargo, testigos informaron haber escuchado una explosión. El Instituto de Protección Civil y Administración de Desastres declaró que podrían haber sido hallados los restos del avión desaparecido en el Páramo de los Conejos, un sitio ubicado a unos diez kilómetros del aeropuerto de origen.
Santa Bárbara Airlines se pronunció en dos ocasiones; en su primer comunicado manifestaron las palabras de condolencia a los familiares de los pasajeros y tripulantes que fallecieron en el trágico accidente y, además, que se ofrecerían en toda disposición para el traslado de los mismos y para cualquier servicio que los mismos requirieran. En su segundo comunicado hizo alusión al levantamiento de la orden desprendida del Instituto Nacional de Aeronáutica Civil en la cual obligaban a la empresa a cesar las operaciones donde se utilizara el avión tipo Aeroespatiale ATR 42-300, por lo tanto, todos los vuelos nacionales habían sido cancelados. Los vuelos internacionales no se interrumpieron y posteriormente la ruta Mérida - Maiquetía estaría siendo cubierta con entera normalidad, aunque los vuelos serían redirigidos al Aeropuerto Internacional Juan Pablo Pérez Alfonso en El Vigía, a unos noventa kilómetros de Mérida.
Uno de los pasajeros era el alcalde del municipio Rangel Alexander Quintero (cuya capital es la ciudad de Mucuchíes, estado Mérida) y su hijo Eisberth Quintero de 11 años de edad. También perdió la vida en este accidente el conocido abogado y analista de geopolítica internacional Italo Luongo.
| Nacionalidad   | Pasajeros | Tripulantes | Total |
| -------------- | --------- | ----------- | ----- |
| Venezuela      | 37        | 3           | 40    |
| Colombia       | 5         | 0           | 5     |
| Estados Unidos | 1         | 0           | 1     |
| Total          | 43        | 3           | 46    |

## Desarrollo de los acontecimientos
| Fecha/Hora (GMT-4:30)             | Descripción del evento |
| --------------------------------- | --- |
| 21 de febrero de 2008 a las 17:29 | La aeronave despega del Aeropuerto Alberto Carnevalli con destino a Maiquetía y 43 pasajeros a bordo más 3 tripulantes. |
| 21 de febrero de 2008             | Gerardo Rojas, Director Técnico de Operaciones del Instituto de Protección Civil y Administración de Desastres, informó del posible hallazgo de la aeronave en el Páramo Piedra Blanca de Mucuchíes. |
| 21 de febrero de 2008 a las 22:14 | Varios pobladores de Mucuchíes dijeron haber escuchado el estruendo de la colisión. La aeronave se encontraría a unos 4.700 m s. n. m. |
| 22 de febrero de 2008             | El Director Nacional del Instituto de Protección Civil y Administración de Desastres confirmó que la aeronave se estrelló en el Páramo de los Conejos contra un muro natural de rocas llamado La Cara del Indio, además de informar de que efectivamente no hubo sobrevivientes debido al fuerte impacto, y posterior incendio, que pulverizó el avión. |
| 23 de febrero de 2008             | Las labores de rescate de las víctimas y el levantamiento del accidente, que habían sido suspendidas la noche anterior por el clima inapropiado imperante en la zona, se restauran. La caja negra (registrador de vuelo), compuesta tanto por la grabadora de voz, como la de los instrumentos de vuelo, fue localizada y trasladada a Mérida, donde se la analizaría para determinar las causas del accidente. Los restos de las víctimas estarían siendo llevados lentamente a la Morgue Móvil emplazada en una zona del Estadio Metropolitano en Mérida, para su posterior identificación; se les pidió a los familiares las placas odontológicas, fotos, registros de huellas dactilares y demás evidencias de identificación para acelerar el proceso mismo y entregar los restos, que tampoco serían cuerpos completos. |

## Colaboración internacional
El día 22 de febrero de 2008 llegó a Venezuela una comisión de la Junta de Investigaciones de Accidentes Aéreos de Francia. Junto a ello también estará presente un representante de la fábrica del tipo de aeronave siniestrada Aérospatiale. Este compromiso está vigente por el Convenio sobre Aviación Civil Internacional de la Organización de Aviación Civil Internacional (OACI), que establece que pueden participar en el esclarecimiento de los hechos y de las causas del siniestro autoridades y miembros de los países intervinientes, en este caso, Francia por ser la fabricante de la aeronave y Venezuela, por ser quien solicitó tal colaboración.

## Causas del accidente

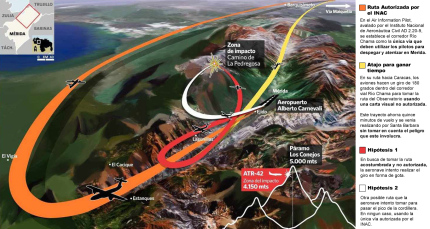
Diagrama descriptivo del accidente.

Debido a la aproximación del vuelo de Avior y que comprometía la salida a la hora estipulada del Vuelo de Santa Bárbara, el piloto Aldino Garanito y el copiloto Dennis Ferreira apresuraron su rodaje a pista, sin cumplir con los tres minutos reglamentarios de espera que indica el fabricante del avión para que los equipos de la aeronave se acoplen desde el momento del encendido.
Al no estar acoplados los equipos, los giróscopos de la aeronave no emitían ninguna información digital, lo que para los pilotos significaba salir a oscuras tal y como lo reveló la caja de voz.
Sin embargo, cabe destacar que la ruta utilizada por el Vuelo 518 y el vuelo de Avior no era la ruta autorizada por el Instituto Nacional de Aeronáutica Civil para ir del Aeropuerto de Mérida a Maiquetía. La ruta autorizada sería: saliendo de Mérida con rumbo al oeste, se sobrevuela Lagunillas y Estanques, se vira al norte para tomar un corredor entre las montañas de Mesa Bolívar y Chiguará, se sigue hacia El Vigía y nuevamente un viraje hacia el este y se sobrevuela poco después Carora, Barquisimeto, para tomar el rumbo hacia el centro del país. La tripulación de Santa Bárbara Airlines tomó una ruta alterna, virando 180° en el corredor vial Río Chama —sobre Lagunillas—, pasando a través de un estrecho corredor en el Páramo de los Conejos. 
Una vez que despegaron, los pilotos decidieron dejar al avión de Avior volar pegado a la cordillera sur (Sierra Nevada), para que pudiese aterrizar, mientras que el avión de Santa Bárbara voló pegado a la cordillera norte (Cara del Indio). Una vez en el aire, comenzaron el viraje a la derecha muy cerca de la cordillera norte, y al no tener los giróscopos aún funcionando, se encontraron posiblemente con una nube que los desorientó espacialmente, lo que los llevó a colisionar contra la montaña.

## Dramatización
Este accidente fue presentado en el programa de televisión canadiense Mayday: catástrofes aéreas, en el episodio «28 segundos de vida». El accidente fue reexaminado en una temporada compilatoria posterior, en el episodio «Datos mortales».